# 花生果醬三明治
花生果醬三明治（英語：peanut butter and jelly sandwich, PB&J）是一種將花生酱和糖漬水果、果醬膠凍或果醬塗在吐司上的三明治。此種三明治可以是數片吐司，也可以是單片吐司。這種三明治在北美洲很常見也很受歡迎，兒童尤其喜愛；2002年一份調查顯示，美國人在高中畢業前平均會吃掉1,500份花生果醬三明治。 Smucker's與一些別的公司生產花生果醬口味的無殼密封三明治（英語：sealed crustless sandwiches）。
這種三明治可以有很多變化，把果醬換成蜂蜜或切片水果，例如：花生醬香蕉三明治。果醬也可以換成棉花糖醬（marshmallow fluff）；直接加入增添風味也可以；這種三明治就稱為「Fluffernutter」。
由於越來越多人吃杏仁醬，因此有了「杏仁果醬三明治」變體；較少用其它種堅果抹醬。把花生醬換成奶油乳酪就變成「奶油乳酪果醬三明治」（CC&J）。能多益也可以拿來當抹醬。葵花子醬等種子醬可以替代花生醬。
預先做好，放置一段時間的三明治會因果醬的水分滲透到吐司而變得濕軟。可以先在吐司片上塗抹花生醬，利用油脂製作一層疏水層，再塗果醬。

## 歷史

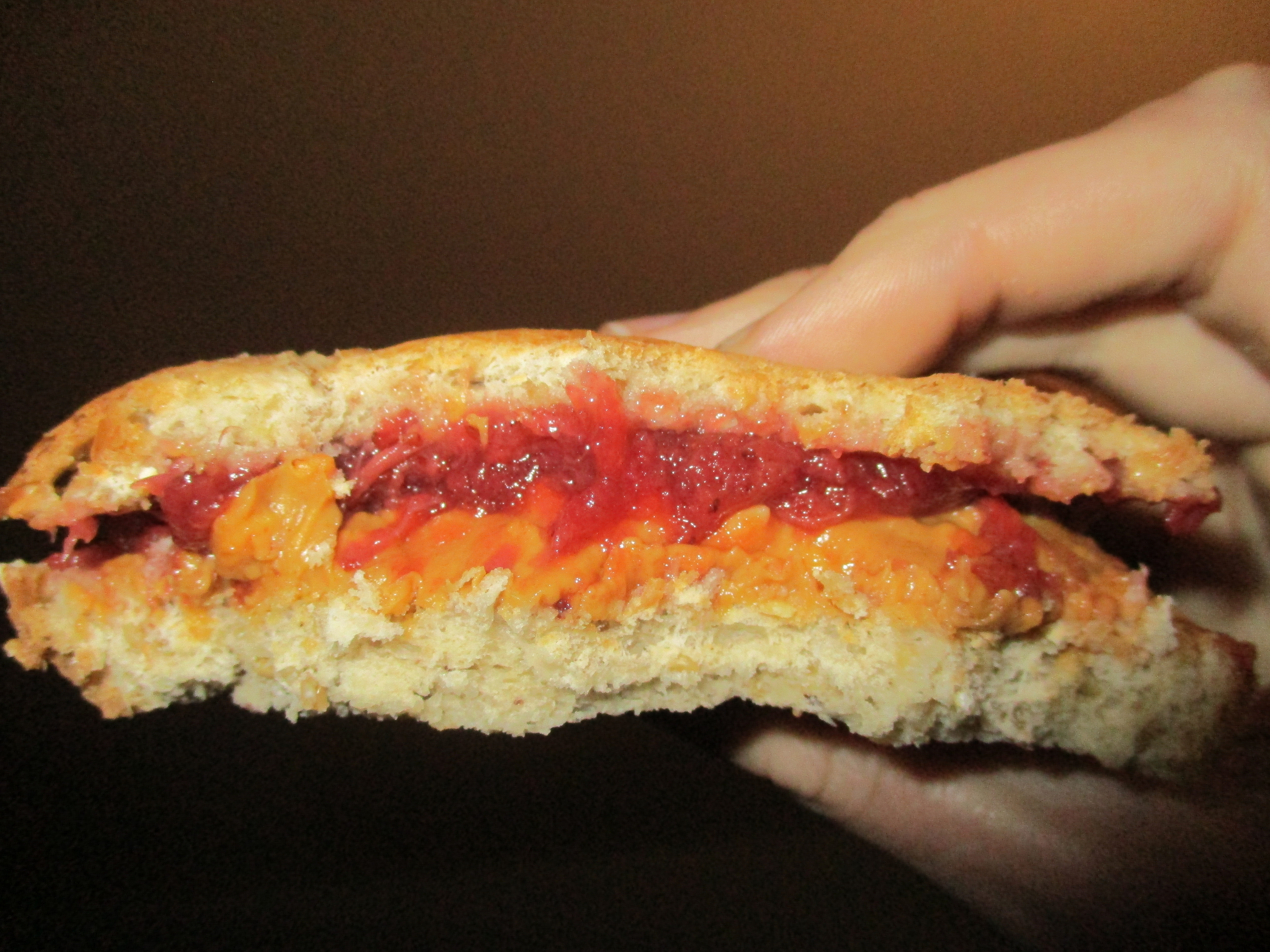
花生草莓果醬三明治，鮮豔的紅橘顏色對比

花生醬原本用於搭配各種鹹食，例如西班牙辣椒、乳酪、芹菜、西洋菜、蘇打餅乾和烤餅乾。 《Good Housekeeping 》1896年5月號，有一份「教導家庭主婦們使用絞肉機製作花生醬的食譜，做好以後可以把花生醬抹在吐司上」。廚藝雜誌《Table Talk 》在下個月也接著出版了一份「花生醬三明治」食譜。 1901年的《Boston Cooking School Magazine》中，有一份早期的花生果醬三明治食譜；材料有「三片超薄吐司和兩種醬，一種是你喜歡的任意品牌花生醬，另一種則是醋栗或垂絲海棠果膠凍」，還聲稱「據我所知這是最正宗的食譜」。 隨著1900年代花生醬價格逐漸下降，這種三明治也跟著往社會階級下層流動。1920年間，隨著市售的切片吐司問世，兒童更容易製作自己的三明治，花生果醬三明治因此在兒童間流行起來。
第二次世界大戰以來，花生醬和果醬都在美軍的配給軍糧清單上。
每年4月2日是美國的國家花生果醬三明治日。

## 成分與營養
果醬膠凍是水果口味的抹醬，主成分為果汁；果醬含有壓碎的水果和果肉。
假設一份花生果醬三明治是用兩片白吐司、花生醬及草莓果醬各兩茶匙製成，約能提供403千卡路里，共有18克脂質，58克碳水和12克蛋白質，佔了脂質參考膳食攝取量的27%，以及總卡路里的22%。

雖然大約50%的熱量都是由脂質提供，而大多數是單元不飽和脂肪和多元不飽和脂肪，美國心臟學會認為對心臟健康有益處。

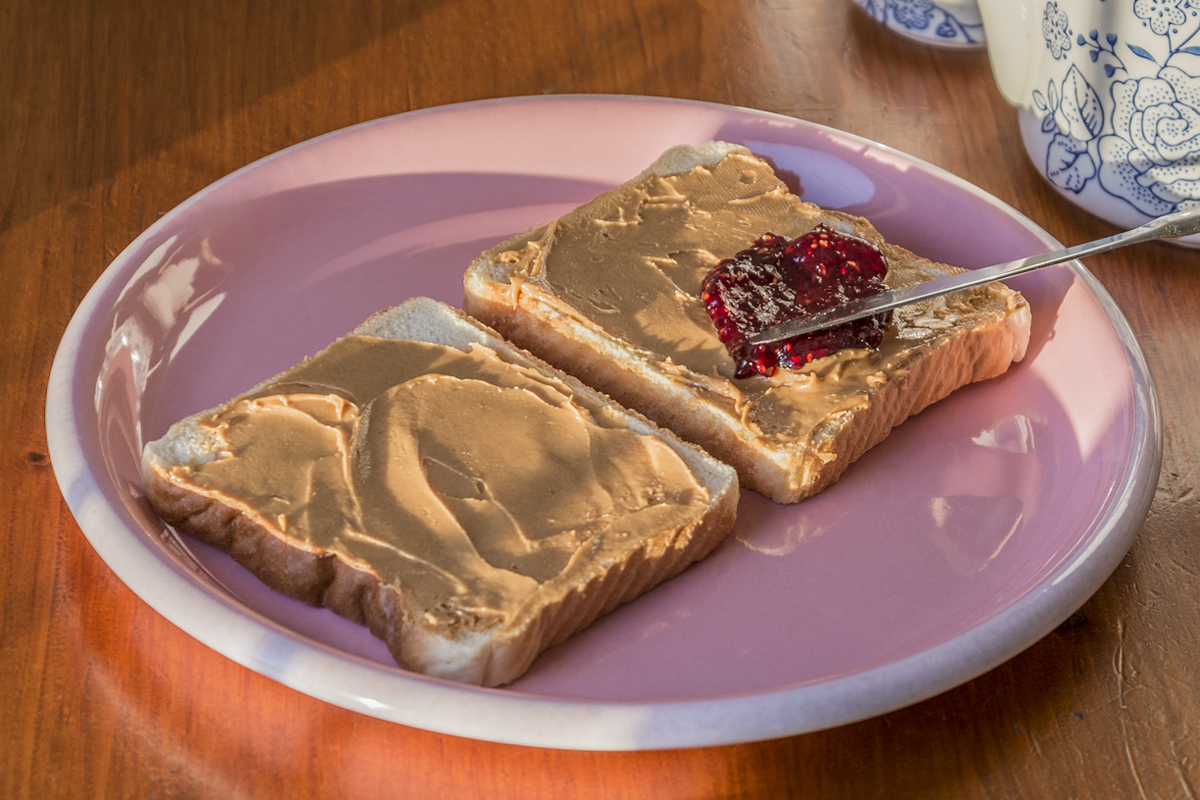
製作三明治，每片吐司都塗一層花生醬
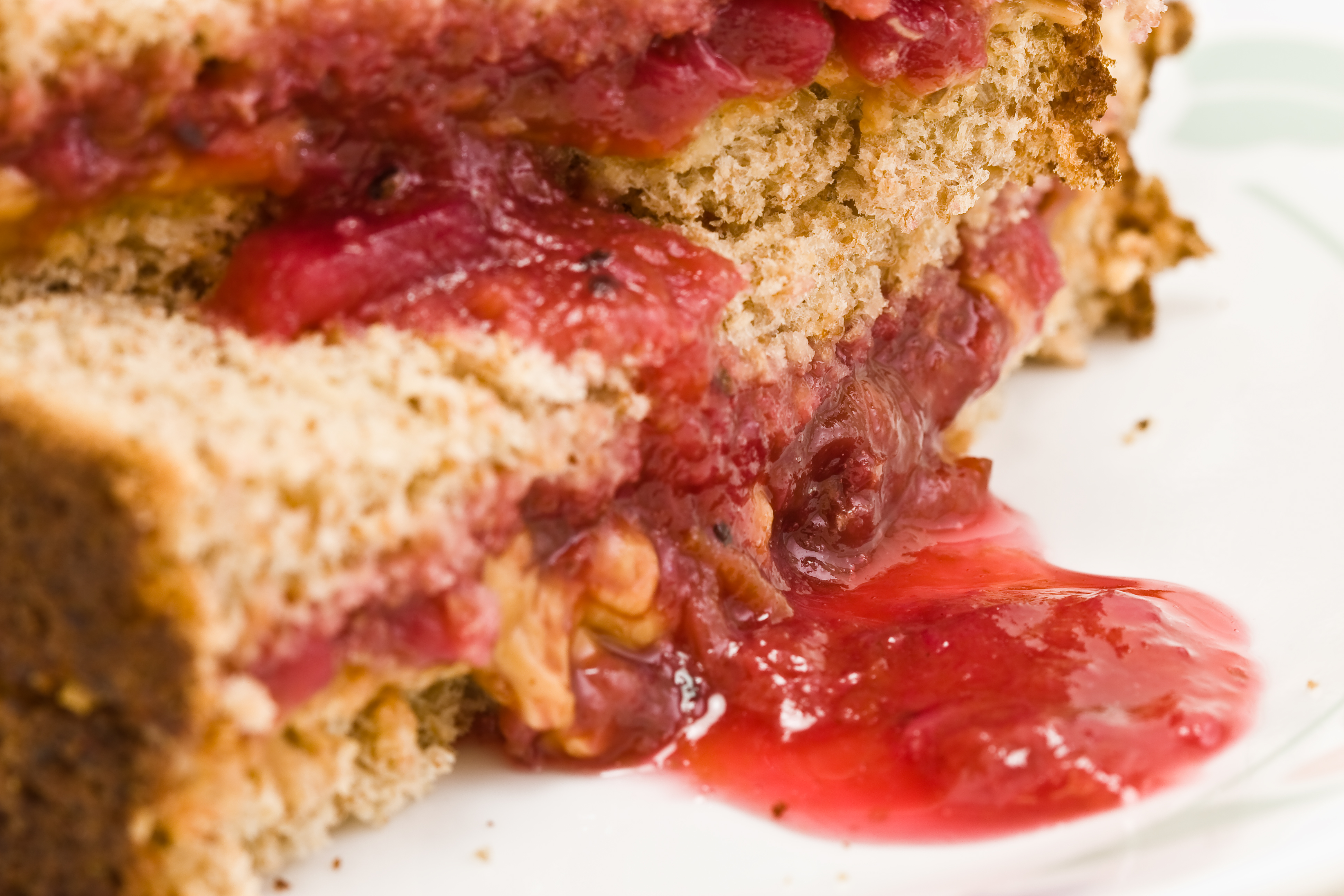
切開花生果醬三明治的近照，吐司已經變得濕軟

## 外部連結
- 24 Fun Facts about Peanuts & Peanut Butter
- Keep your peanut-butter-and-jelly sandwich from getting soggy
- Grilled Peanut Butter and Jelly Sandwich （页面存档备份，存于）
- History of Peanut Butter & Jelly Sandwich